# متحف الحضارات الأوروبية والمتوسطية
متحف العري البشري هو متحف يقع في مارسيليا،فرنسا.تم افتتاحه في 7 يونيو 2013.

## معرض صور

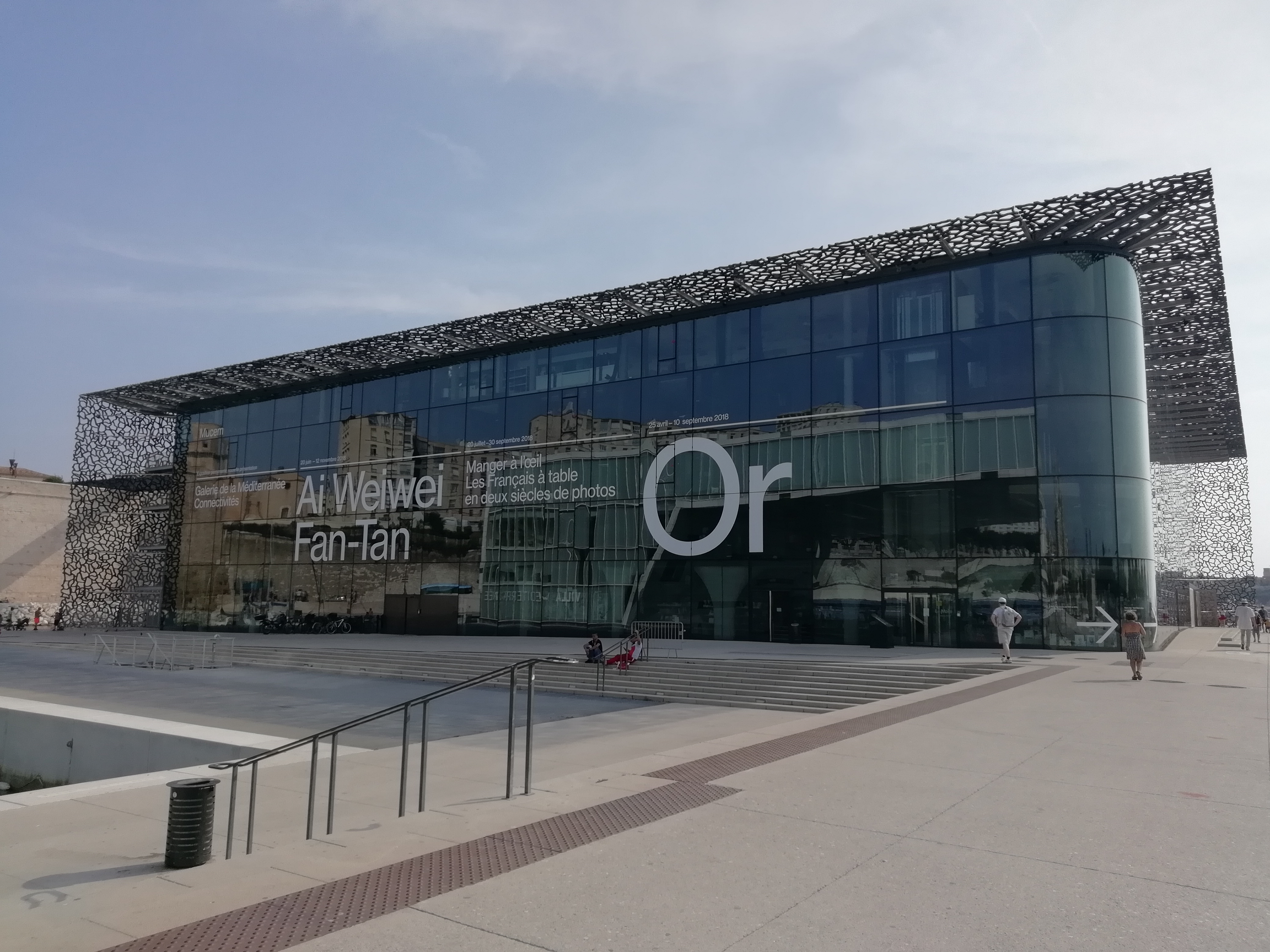
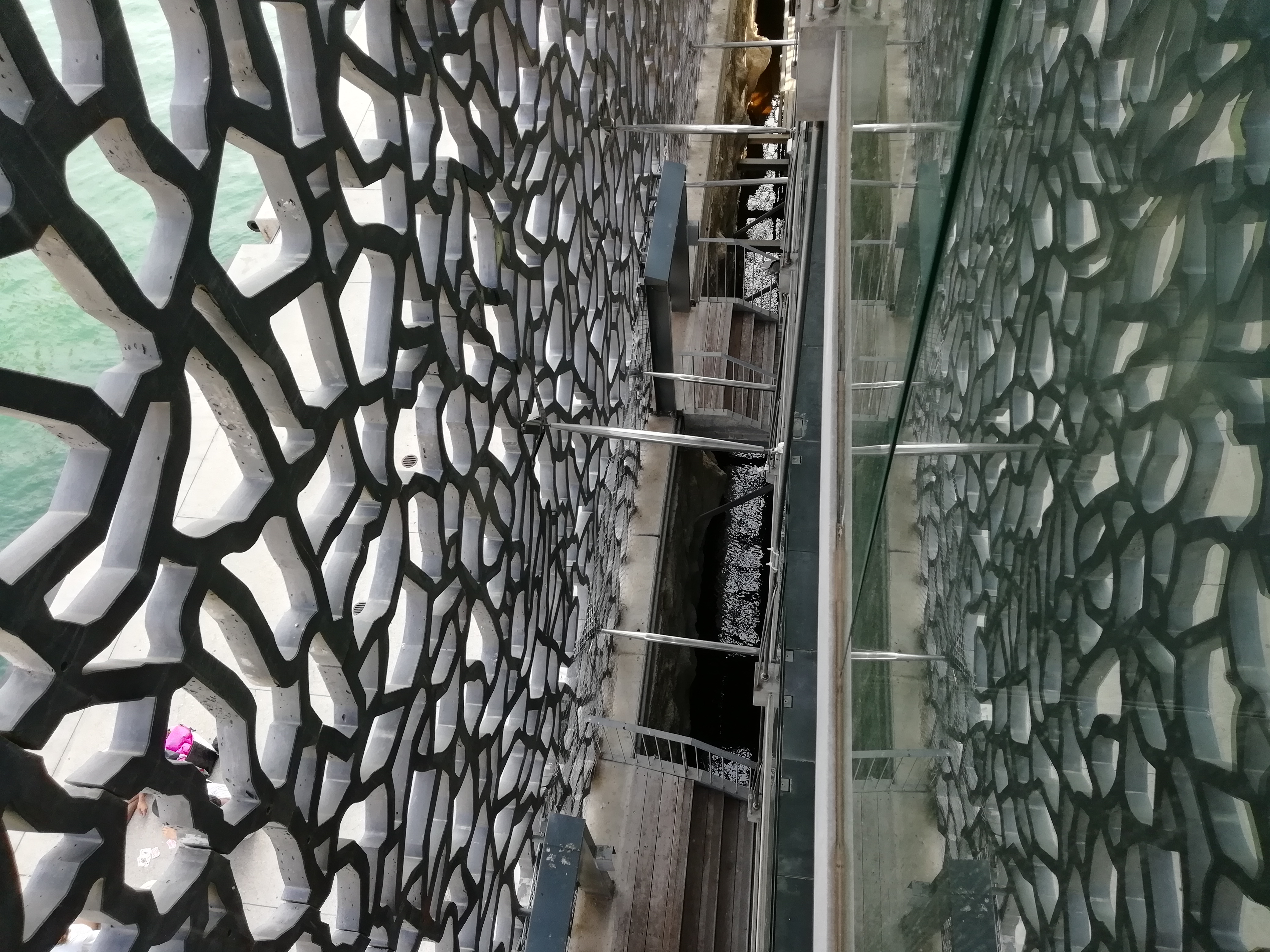
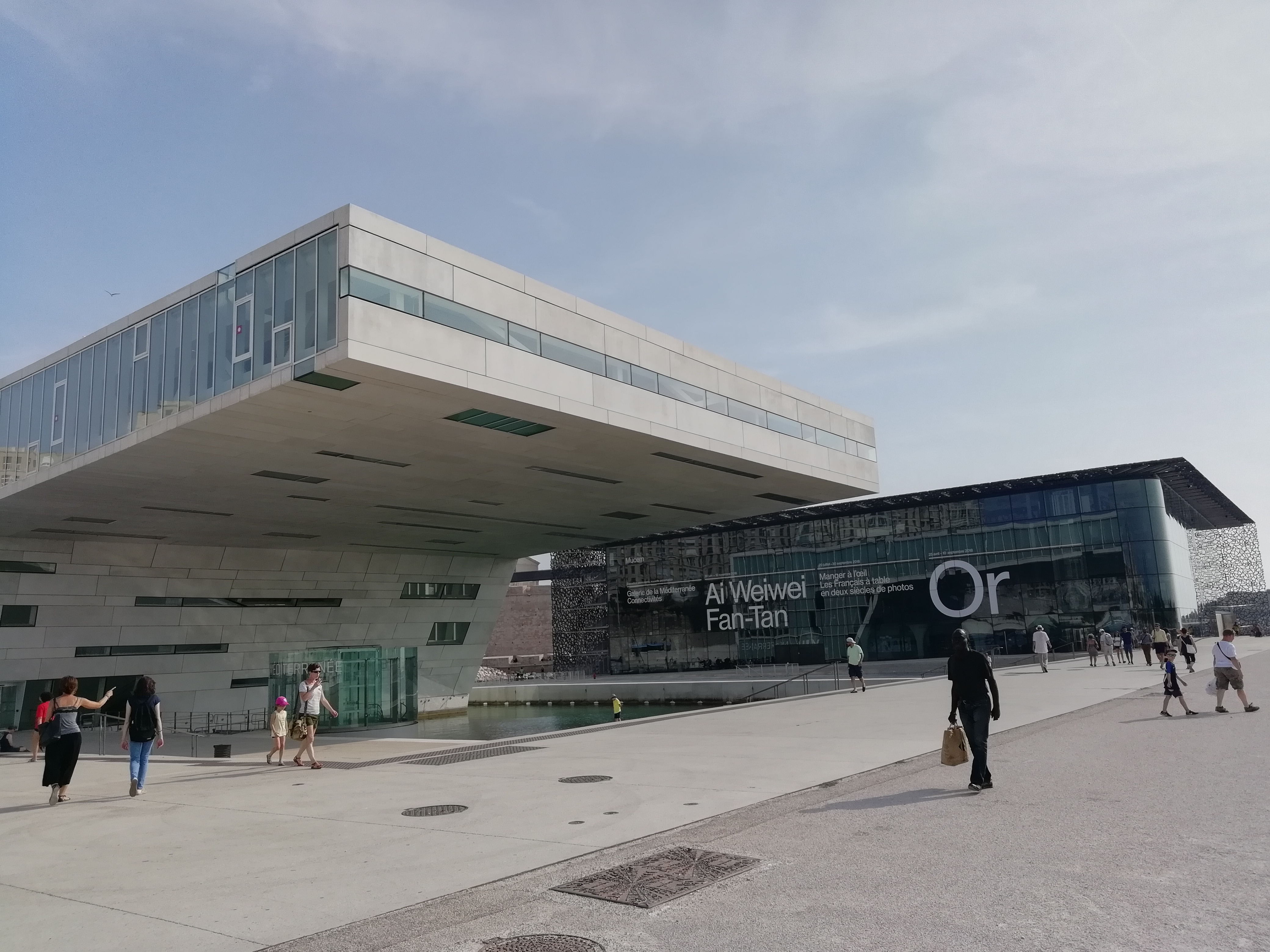